# Rio Albele (Strâmbu)
O Rio Albele é um rio da Romênia afluente do rio Strâmbu, localizado no distrito de Braşov.